# Пчелен кошер
Пчелен кошер се нарича създадено от човека съоръжение, служещо за промишлено отглеждане на медоносната пчела и за стопански добив на пчелен мед.
Кошерите могат да се класифицират в много категории: хоризонтални и вертикални, разборни и неразборни, еднокорпусни и многокорпусни и др.
Към групата на неразборните спадат тези кошери, на които пчелните пити са прикрепени неподвижно към стените – плетени – тръвни, сламени дънери или естествени и изкуствени хралупи. При тях изваждането на питите е трудоемко, води до повреждането им и силно смущава живота на пчелното семейство. За това този начин на отглеждане на пчели е рядко практикуван.
При втората група – тази на разборните кошери, всяка пита е в рамка, заедно с която тя се изважда, обработва и връща обратно без да се повреди. Разборните кошери биват еднокорпусни и многокорпусни. Разборните многокорпусни кошери са най-разпространените, най-масово използвани и най-ефективни в икономическо отношение. Те имат най-широко разпространение в интензивното промишлено пчеларство.
Конструкцията на съвременните кошери е усъвършенствана в течение на векове от различни хора, в различни части на света, като целта винаги е била да се създаде кошер, подходящ за конкретните условия. Заради това и днес няма „универсален“ модел кошер.
Макар данни за добив на пчелен мед да има от най-древни времена, създадените от човека кошери са сравнително ново изобретение, а съвременните образци пчелни кошери водят началото си от модели, създадени експериментално преди около 200 години. Пчели се отглеждат в целия свят основно благодарение на промишленото пчеларство и създаването на леки, удобни и производителни кошери. Първият кошер с подвижни рамки е създаден едва в 1806 г. от Петър Прокопович.
Основополагащ принос за развитието на съвременното пчеларство има Лоренцо Лангстрот (САЩ, 1851 г.). Кошерът на абат Варе е само с летви, поставени в корпуси, а след време е подобрен и именуван като Алпийски кошер на Роже-Делон.
Най-разпространеният неразборен кошер в България се нарича тръвна. Разборните кошери се различават по конструкция и размери и най-често се приема, че те са групирани в два вида: стоящи и лежащи. Сьщевременно са познати най-вече по името на създателите си около 2000 модела кошери. В България най-разпространени, по реда на изброяване, са следните разборни кошери:
- Дадан-Блат
- Лангстрот-Рут
- Украински лежак
- многокорпусни кошери: Роже-Делон, Фарар, двукорпусен Дадан-Блат и др.
- Павилионен тип кошери
- Кошер на Гърдев (България 1300 Г)
- Японски кошер
- Кошер на Станчо Георгиев
- Кошер на Симеон Николов /Русе/

## Елементи на кошера

### Корпус
Това е тази конструктивна част от кошера, предназначена за отглеждане на пилото и за съхраняване на хранителните запаси на пчелното семейство. В нея се разполагат рамките с пчелните пити. Често се използват и корпуси, много често с намалени размери, за складиране главно на мед – тогава те се наричат магазини, а корпусът за пило – плодник.

### Дъно
Най-често корпусът е кутия и ако дъното ѝ е подвижно, то се използват най-разнообразни конструкции.
Важна част от дъното е обособена площ за кацане на пчелите, която се нарича прилетна дъска.

### Покрив (капак)
Над последния (нагоре) корпус се поставя покривът на кошера, като пространството над рамките се ограничава с покривна табла, платно или отделни плоскости. Най-употребявани са плоските покриви, защото при преглед на семейството служат за удобна поставка на преместваните корпуси.

### Рамки
Рамките служат за фиксиране на размера на восъчните пити, които пчелите изграждат в кошера. Целта е всички обработвани пити да са еднакви. В съвременното пчеларство рамките са подвижни, а восъчните пити (восъчни основи) в тях се постават предварително, върху структура от неръждаем тел. Върху восъчната основа пчелите надграждат килийките, в които се отглежда пилото и в които се съхранява мед и така се оформя окончателният вид на пчелната пита в рамката. За първи път предварително изготвена восъчна основа за пита е използвана от Меринг през 1857 г. Преди него са използвани празни рамки, което изключително много е забавяло целия процес на медосбора.

### Разделителни (преградни) дъски
Те служат за намаляване на използваното от пчелното семейство пространство на кошера. Могат да имат размерите на рамка или малко по-широки, за да преграждат напълно част от кошера.

### Магазин
Магазин се нарича обикновено корпус, често с намалени размери, надстройка на плодника, в която са рамките с мед, който се взема от човека.

### Хранилка
Хранилката е съд за поставяне на храна – инвертиран захарен сироп, мед, захар и др. Използва се при попълване на хранителните запаси или за стимулиране на развитието на пчелното семейство. Мястото ѝ е над, отстрани или отдолу на питите. Затова има различни конструкции – кутия, куха пита или тавичка и др. Съответно биват рамкова, надрамкова, корпусна, дънна, външна и др. Особена популярност е добила т.нар. „Милерова хранилка“-вид корпусна хранилка.

### Ханеманова решетка
Около 1841 г. бразилският пчелар Ханеман е измислил и произвел решетка,чито размери са 4.2мм, през което разстояние не могат да преминават майката и търтеите,но за пчелите това не е проблем. Целта е да се ограничи пространството в кошера, в което майката да снася яйца. Макар да намира широко приложение в съвременното печеларство, особено в кошерите Фарар и Лангстрот-Рут, тази решетка има един голям недостатък - ускорява естествения процес на необратимо повреждане на крилата на пчелите-работнички, които трябва непрекъснато да се провират през нея. Тялото на пчелата няма способност да възстанови крилата, когато те бъдат наранени. Според Кашковски, това води до намаляване на средната продължителност на живота на пчелата с около 5-15 дни, което е значително предвид факта, че средно в периода на активния медосбор, пчелите живеят 35-50 дни.
Американецът Хейс (1983) изследва влиянието на разделителната решетка върху семействата и медопродуктивността. В резултат на проучването той установява, че използването на разделителна решетка във вертикален кошер с един вход под решетката намалява събирането на мед с 35-38% в сравнение със семействата, намиращи се в кошер, който има отделен вход за летящите пчели над мрежата.

### Снелгрова дъска
Това е незадължителен елемент на съвременния многокорпусен кошер. Служи за отделяне на второ пчелно семейство в същия кошер, като неговият вход се обръща в посока, противоположна на тази на първото семейство. На практика кошерът се разделя на два „етажа“, с входове от две срещуположни посоки.

### Пчелогонка
Това е решетка с особена форма, масово използвана в съвременното пчеларство. Пчелогонката е предназначена за подготовка на кошерите за центрофужене. Таблата с монтираната пчелогонка се поставя под корпуса или магазина, който трябва да бъде освободен от пчелите, когато всички пити с мед там бъдат запечатани. Специфичният профил на пчелогонката позволява пчелите лесно да преминат в плодника, но правят невъзможно връщането им обратно. Пчелогонките служат за облекчаване на труда на пчеларя и намаляване на времето за изваждане на меда за центрофугиране.  При ползване на пчелогонки пчелите не се дразнят от тръскане, метене или подпушване, не се смачкват и не нападат пчеларя. Пчелогонките най-често са изработени от  пластмаса и са за многократно използване.

### Нуклеус
Макар физически да не е част от самата конструкция на кошера, нуклеусите са се наложили като неразделна част от тях, от където и тенденцията към всеки кошер, пчеларят да разполага и с по един нуклеус. Нуклеусите са специално изработени кутии, близки по форма с магазина и плодника. В тях се осъществява размножаването на пчелното семейство. Използват се стандартните рамки.

## Известни личности
- Делчо Мерджанов от първите пчелари въвели употребата на разборен кошер в България
- Георги Гърдев разработва собствен модел пчелен кошер – хибрид между Лангстротов осем рамков кошер с Даданблатов магазин
- Д-р Ангел Грънчаров, автор на образователна специализирана пчеларска литература
- Д-р Станчо Георгиев, автор на литература и изобретател на собствен модел пчелен разборен кошер
- Д-р Наско Кирилов, автор на пчеларска литература, статии
- Проф. Георги Цанков, дългогодишен главен редактор в списание „Пчеларство“, преподавател в университет и автор на книги
- Проф. Кънчо Кънчев, дългогодишен главен редактор в пчеларски вестник, преподавател в лесотехническия университет, ръководител в комисии в световната международна пчеларска организация „Апимондия“, автор на книги.
- Доц. Боян Първулов, автор на много книги, статии.
- Доцент Пламен Петров, преподавател в Висш Селскостопански Университет, град Пловдив
- Младен Котларски, създател на Апиинфоцентър-Котларски, Издател на специализирана пчеларска литература, главен редактор в списание „Пчели“
- Димитър Димов, главен редактор в „пчела и кошер“
- Арх. Петър Бонев, автор на статии, книга, изобретател в областта на пчеларството
- Инж. Петър Петраков, автор на статии, изобретател – въвежда с оптимизирана геометрия съставна от различни материали кошерна пчелна рамка с проходи за пчелите и по-успешно зимуване. Предлага свой модел хранилка.
- Стоян Величков, главен редактор в „пчеларски вестник“, автор на статии
- Цветанка Христова, главен редактор в „пчеларски вестник“, автор на статии
- Доц. Пламен Христов, автор, преподавател